# پرواز بر فراز شهر
پرواز بر فراز شهر (ارمنی: Թռիչք քաղաքի վրայով) نمایش محصول کشور ارمنستان به کارگردانی نارینه گریگوریان و نویسندگی آنوش آسلیبکیان می‌باشد این نمایش در مسابقه بخش بین‌الملل سی و سومین دوره جشنواره بین‌المللی تئاتر فجر به روی صحنه رفت.